# General Terán (kommun i Mexiko)
General Terán är en kommun i Mexiko.   Den ligger i delstaten Nuevo León, i den centrala delen av landet, 600 km norr om huvudstaden Mexico City.
Följande samhällen finns i General Terán:
- General Terán
- Las Brisas
- Ampliación de la Laguna